# بایگازینو
بایگازینو (انگلیسی: Baygazino) یک شهرک در شهرستان بورزیانسکی باشقیرستان کشور روسیه است.